# زرقان الثدين الثانية (ويس)
زرقان الثدین الثانية (بالفارسية: ثدین) هي منطقة سكنية تقع في إيران في قسم ويس الريفي. يقدر عدد سكانها بـ 491 نسمة .